# El Rastro de Madrid

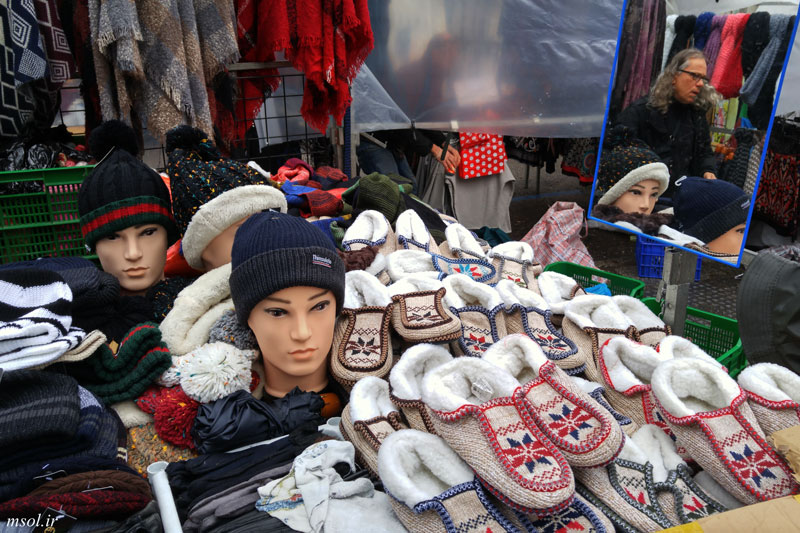

El Rastro de Madrid o simplement el Rastro és el mercat a l'encant a l'aire lliure més popular de Madrid (Espanya). Se celebra tots els diumenges i festius de l'any i està situat a la plaça de Cascorro i Ribera de Curtidores, entre el carrer Embajadores i la ronda de Toledo (al sud de l'estació de metro de La Latina ).
A el Rastro es pot trobar una gran varietat de productes (nous i usats). Diverses botigues d'antiguitats de la zona també estan obertes els diumenges.

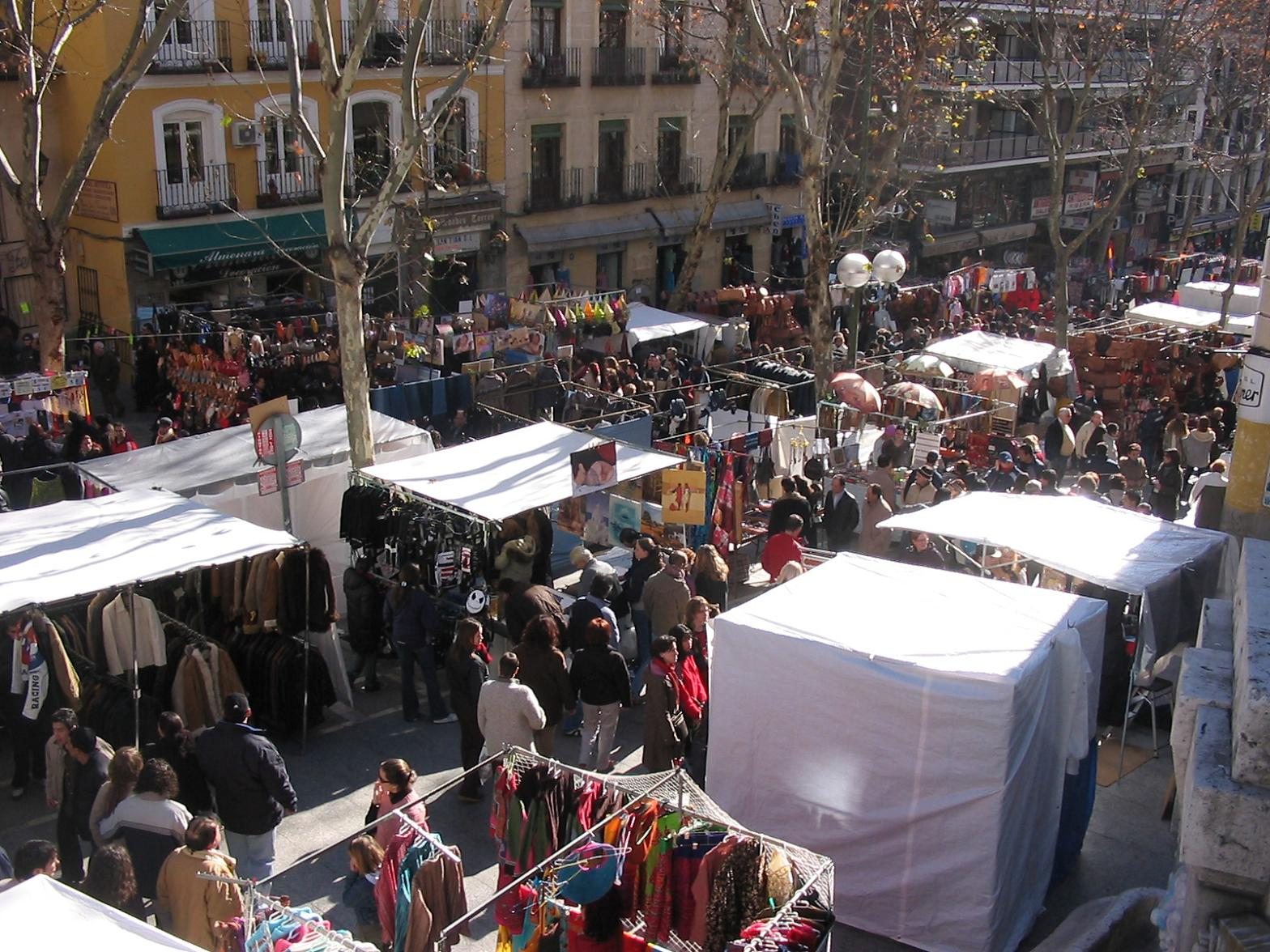
Imatge típica de la Ribera de Curtidores, carrer principal del Rastro de Madrid. gener de 2005

## Etimologia
El Rastro significa "la pista". El mercat probablement deu el seu nom a les adoberies que antigament estaven situades a la Ribera de Curtidores ( Ribera de Curtidores significa "ribera dels adobers "). A prop hi havia un escorxador a l'actual emplaçament de la Puerta de Toledo dels segles XVII al XX.  El transport del bestiar sacrificat des de l'escorxador fins a l'adoberia deixava un rastre ( rastro ) de sang pel carrer.  Una etimologia alternativa suggereix que el Rastro abans significava "fora", referint-se al fet que el Rastro va estar fora de la jurisdicció del jutjat de l'alcalde.

## Lloc i horaris

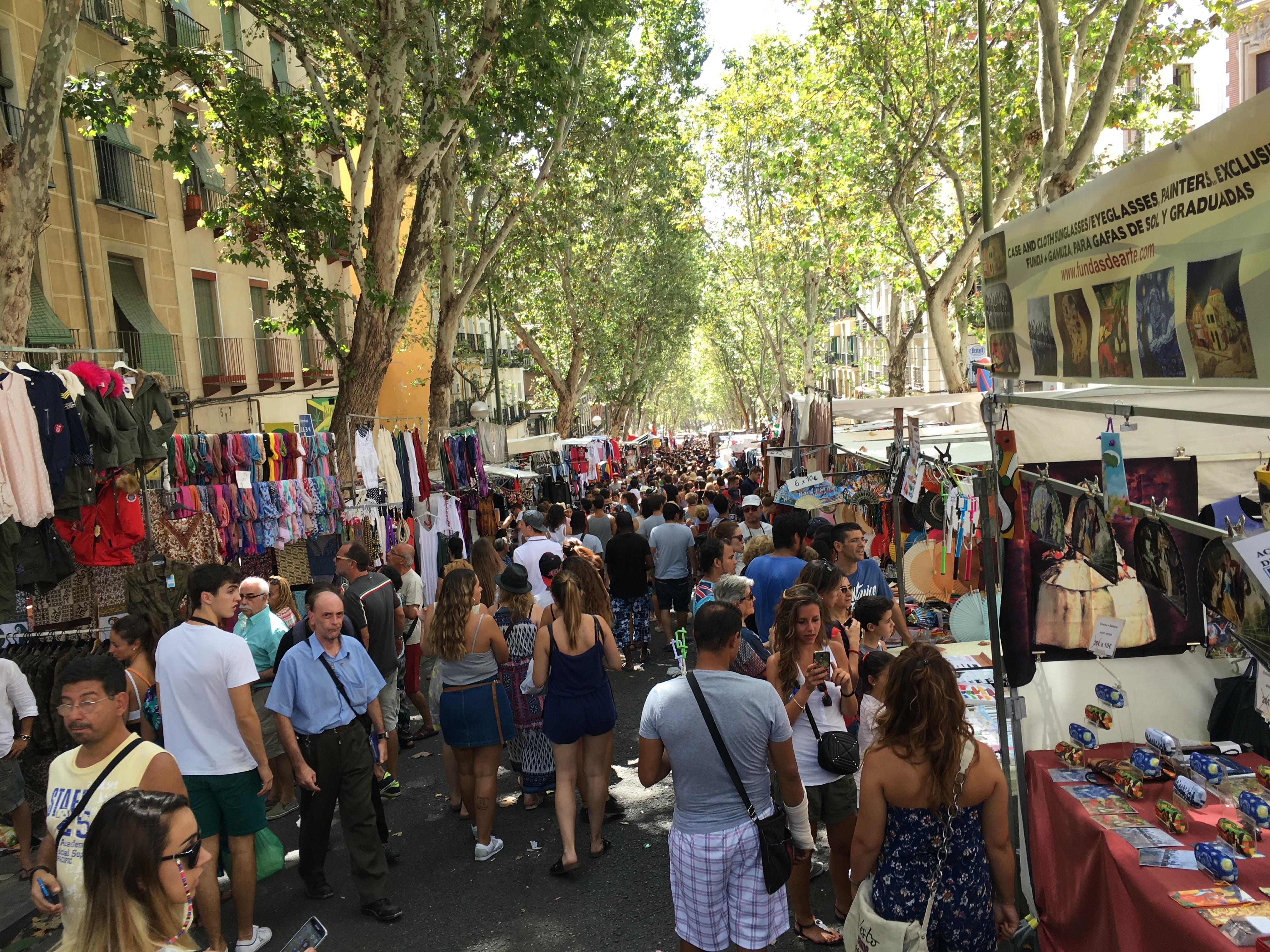
El mercat el 2016

Segons la normativa municipal, el Rastro té lloc tots els diumenges i festius oficials, de 9 a 15 h, al barri de Embajadores (barri de l'Ambaixador ) del Districte Central de Madrid . L'ajuntament de Madrid regula els mercats. Un màxim de 3500 parades cobreixen la zona des de la plaça de Cascorro, amb la seva estàtua dedicada a Eloy Gonzalo, militar espanyol que va lluitar en la Guerra de la Independència de Cuba en la qual es va distingir i és considerat com un heroi, al nord., al llarg de la via principal de la Ribera de Curtidores i carrers adjacents al carrer Embajadores a l'est i la ronda de Toledo i la plaça del Campillo del Mundo Nuevo al sud.
Durant la pandèmia de la COVID-19 a la Comunitat de Madrid, va estar tancat durant diversos mesos. Els venedors i el govern municipal no van poder posar-se d'acord sobre com obrir mantenint les mesures de prevenció de malalties.

## Transport
Es pot accedir a El Rastro des de les següents estacions de metro de Madrid :
- Línia 3 des de les estacions Embajadores, Lavapiés o Sol .
- Línia 5 des de les estacions La Latina, Puerta de Toledo o Acacias .
- Línia 1 des de les estacions de Tirso de Molina o Sol .
- Línia 2 des de les estacions Sol o Òpera .

Els dies de mercat, hi ha autobusos de l'EMT ( Empresa Municipal de Transportes de Madrid ) que paren a prop. També s'hi pot accedir des de la xarxa de trens de rodalies ( Cercanías Renfe ) des de la següent parada:
- Embajadores

## Descripció

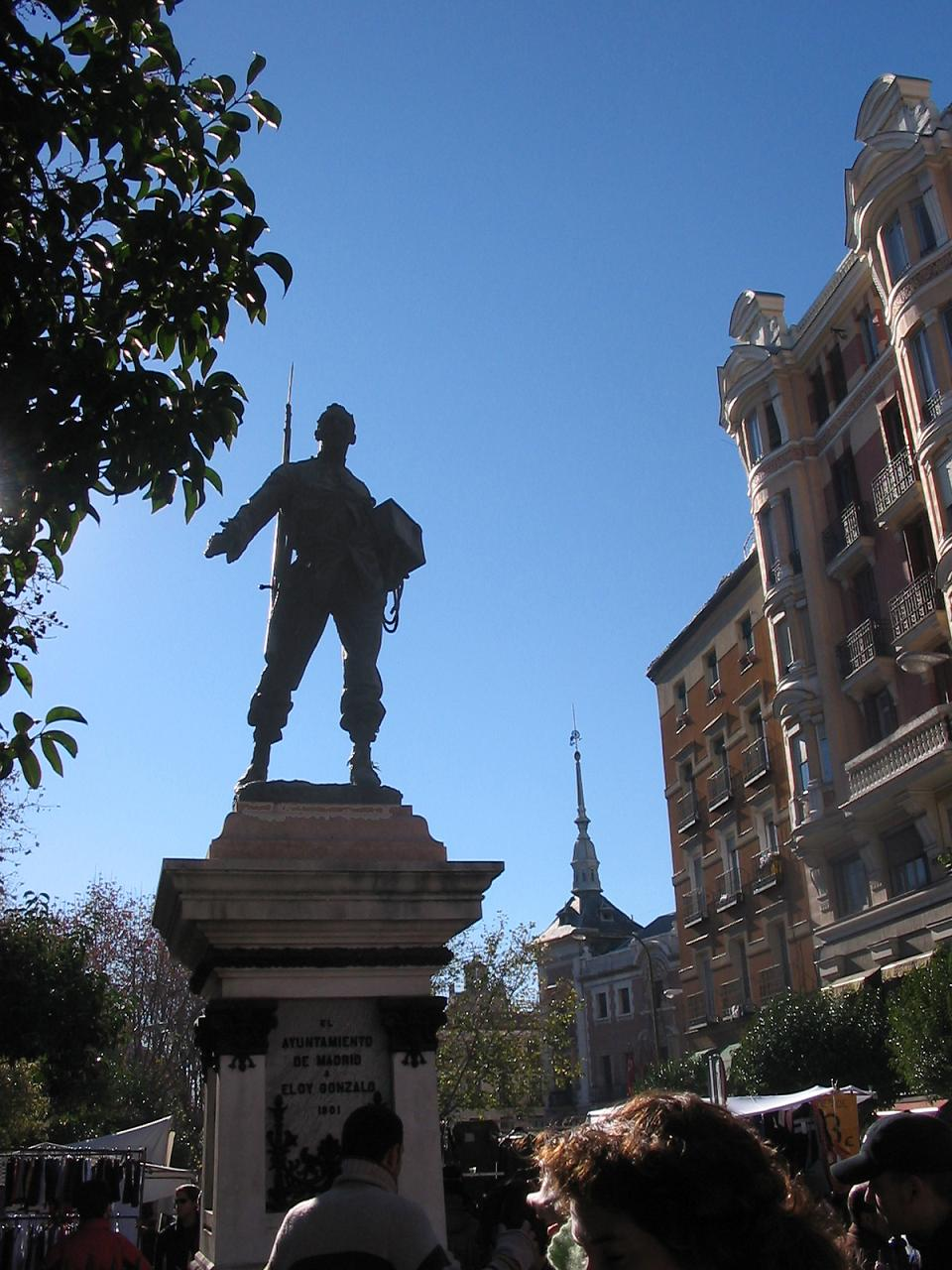
Estàtua d'Eloy Gonzalo a la plaça de Cascorro.

Segons l'escriptor alemany Hans Magnus Enzensberger, el Rastro és l'última frontera entre Europa i Àfrica, format per diversos pobles de diferents països i d'ètnies diferents que busquen curiositats o ofertes, visiten turisme, degusten les delícies gastronòmiques de Madrid o simplement s'adonen del atmosfera. Tradicionalment, les mercaderies a la venda són articles no disponibles a les botigues o centres comercials, com ara antiguitats, rareses, curiositats.

### Horari
A la pàgina promocional d'El Rastro s'aconsella a qui vulgui una "experiència turística" que vagi al Rastro a les 11h, ja que és quan el mercat està més concorregut. Aquells que vulguin regatejar una ganga a les parades haurien de ser al mercat una mica abans, entre les 9 i les 10 del matí. La gent sol començar a reduir-se cap al migdia, ja que la gent es dirigeix als bars dels límits del mercat i als voltants de la plaça de Cascorro per prendre una copa i unes tapes. Les parades tanquen a poc a poc i a les 15 o 4 de la tarda (segons si és hivern o estiu).

### Articles especials
Determinats carrers o zones del Rastro estan associats, ja sigui per tradició o per l'aplec de parades especialitzades, amb mercaderies particulars:
- Calle Fray Ceferino Gonzales és conegut com "calle de los Pájaros" ("Estret dels ocells"), ja que era on els pederastes i venedors ambulants venien animals domèstics i ocells i parafernàlia associada.
- Calle San Cayetano també és coneguda com a "calle de los Pintores", ja que els seus llocs permanents venen pintures, dibuixos i subministraments d'art.
- Al voltant del carrer Rodas i la Plaza de General Vara del Rey (anteriorment Plaza de Antonio Zozaya) i la Plaça del Mundo Nuevo s'especialitzen en la compra i venda de revistes, targetes comercials i segells. Una vista freqüent en aquesta zona és que els nens petits intercanvien i comercien entre ells.
- Calle Carnero i calle Carlos Arniches són on els bouquinistas venen llibres vells, rars i col·leccionables.
- La Plaza de Cascorro s'especialitza en la venda de roba funky i accessoris.
- Calle Mira el Sol és per a la pel·lícula búfals amb tot, des d'Andrei Tarkovsky fins a Pajares..

## El Rastro a la cultura popular
El 1945 Edgar Neville va dirigir Domingo de Carnaval, una animada pel·lícula de detectius ambientada al Rastro. També va aparèixer a la pel·lícula Laberinto de Pasiones (1982) del conegut director espanyol Pedro Almodóvar .

### Literatura
Ramón Gómez de la Serna va dedicar al mercat un llibre, El Rastro . L'escriptor i periodista Pedro de Répide Gallegos va escriure una novel·la anomenada Del Rastro a Maravillas .

### Música
Als anys setanta el cantant Patxi Andión va fer famosa la cançó "Una, Dos y Tres" el cor de la qual era "Una dos y tres, una dos y tres, lo que usted no quiera para el rastro es".
En els primers dies de la seva carrera, el cantant El Fary va gravar i premsar els seus propis discos i els va vendre ell mateix al Rastro.
Olvido Gara, més coneguda pel nom artístic Alaska, va passar molts dels primers anys de la seva carrera al Rastro, durant el rollo (després rebatejat com la Movida Madrileña ). El cantant espanyol Joaquín Sabina va esmentar el Rastro a la seva cançó "Con la Frente Marchita" del seu disc Mentiras Piadosas i també a la seva cançó "Dieguitos y Mafaldas".
A la cançó de Hombres G, "Indiana", David Summers esmenta "Voy al Rastro a cambiar los cromos de tu colección del álbum...".